# Daniela Pandova
Daniela Pandova, née le 16 septembre 1994, est une haltérophile bulgare.

## Palmarès

### Championnats d'Europe d'haltérophilie
- 2018 à Bucarest
  -  Médaille de bronze en moins de 48 kg